# Zgrada mađarskoga parlamenta
Zgrada mađarskoga parlamenta (mađarski: Országház, tj. „Narodna kuća”) je palača mađarskog parlamenta na peštanskoj strani Dunava u Budimpešti. Izgrađena je u neogotičkom stilu i smatra se jednim od najboljih primjera historicizma. Nekad je bila najveća zgrada parlamenta na svijetu, a danas je još uvijek treća. S Bazilikom sv. Stjepana, najviša je zgrada u Budimpešti, a izgrađena je od kamena bihacita iz kamenoloma pokraj grada Bihaća u Bosni i Hercegovini. U njoj se nalazi Kruna sv. Stjepana.
Ova neogotička palača je jedna od najvećih atrakcija obale Gellért-hegy, koji je zajedno s ostalim budimpeštanskim znamenitostima 1987. god. uvršten na UNESCO-ov popis mjesta svjetske baštine u Europi.

## Odlike i povijest izgradnje
Nakon Austro-ugarske nagodbe i podjele Monarhije na Cislajtaniju (austrijski dio) i Translajtaniju (ugarski dio) svaka strana dobila je svoj zaseban parlament, pa su i Mađari odlučili podići svoj.
Proveden je međunarodni natječaj na kojemu je pobijedio domaći arhitekt Imre Steindl, a nakon toga se zgrada gradila punih sedamnaest godina od 1885. – 1904. god. To je bilo doba kada se u Budimpešti puno gradilo, od mostova preko Dunava, do metroa i 
Andraševe avenije.
Ova impresivna četverokatna građevina ima ukupnu površinu od skoro 18.000 m², visoka je 96 m, duga 268 m, a široka 123 m, te se sastoji od 4 kata, 13 dizala, 29 stubišta, 27 ulaza, 691 prostorije i 10 dvorišta. Građena je u stilu gotičkog preporoda (neogotike), ali sadrži i elemente renesanse i baroka. Neki od gotičkih elemenata vidljivih na građevini su simetrično pročelje i središnja kupola. Tlocrt je barokni, dok su ukrasi na stropovima iznutra izvedeni iz renesanse.
Fasada je dekorirana s 90 kamenih skulptura znamenitih osoba iz mađarske povijesti, a drugih 162 skulptura ukrašava njezin interijer. Na istočnom dijelu može se vidjeti velika skupina skulptura koje čine Kossutov memorijal, a u samom središtu je njegov kip. Iznad glavnog stubišta na ulazu nalazi se strop koji je potpuno prekriven zlatom, po čemu je dobilo naziv „Zlatno stubište”. Strop također krasi freska koja simbolizira vladino upravljanje zemljom. Impresivna kupola pozlaćena je s 40 kilograma zlata. Građevina je još ukrašena i mnogim vitrajima na prozorima koji predstavljaju grbove poznatih mađarskih obitelji.
Najpoznatiji dio građevine je šesnaestostrana središnja dvorana s čije se jedne strane nastavlja Donji dom, a s druge Gornji dom. Dok Narodna skupština
zasjeda u Donjem domu, Gornji dom se koristi za konferencije i sastanke. Zgrada je dom za 199 zastupnika i mađarskog premijera, koje opslužuje 600 suradnika. 
Od 2000. godine u središnjoj dvorani zgrade mađarskoga sabora, izložena javnosti je i Kruna sv. Stjepana.

## Vanjske poveznice
|  | Zajednički poslužitelj ima još gradiva o temi Zgrada mađarskoga parlamenta |

- The Hungarian Parliament Building (engl.)